# Winston Dookeran
Winston Dookeran, né le 24 juin 1943 à Rio Claro, est un économiste et un homme politique trinidadien. 
Fonctionnaire public international, il est l'actuel secrétaire général d'EUCLIDE (poste qu'il occupe depuis 2020), une institution intergouvernementale d'enseignement supérieur. 

## Biographie
Il étudie à l'Université du Manitoba (Winnipeg, Canada), puis à la London School of Economics, où il obtient une maîtrise en économie. 
Après avoir enseigné une quinzaine d'années à l'Université des Indes occidentales, il se lance en politique en 1981 en se faisant élire député de Chaguanas pour l'United Labour Front (ULF). En 1986, l'ULF fusionne avec plusieurs autres partis pour former la National Alliance for Reconstruction (NAR) et remporte les élections. Réélu, Dookeran est nommé ministre du Plan et de la Mobilisation. Lors de la tentative de coup d'État de 1990, le premier ministre Arthur Robinson est pris en otage et Dookeran le remplace. Il niera ensuite que la CIA a aidé le gouvernement trinidadien à contenir le coup d'État.
En 1991, il n'est pas réélu et il est nommé économiste à la Commission économique pour l'Amérique latine et les Caraïbes. Il est aussi membre du Conseil d'administration de l'Inter-American Development Bank (IADB) and gouverneur de la Caribbean Development Bank (CDB). En juillet 1997, il est nommé gouverneur de la Banque centrale de Trinité-et-Tobago. Il occupe ce poste jusqu'en 2002.
Il se joint alors à l'United National Congress (UNC). En octobre 2005, il devient le leader politique du parti, en remplacement de Basdeo Panday. Il crée ensuite un nouveau parti, le Congress of the People, qui forme une coalition avec l'UNC et remporte les élections de mai 2010. 
Dookeran, élu député de Tunapuna, est nommé ministre des Finances le 28 mai 2010 et engage des réformes destinées à redémarrer l'économie nationale. Le 22 juin 2012, il change de portefeuille et devient ministre des Affaires étrangères.